# Внешняя политика Николая I

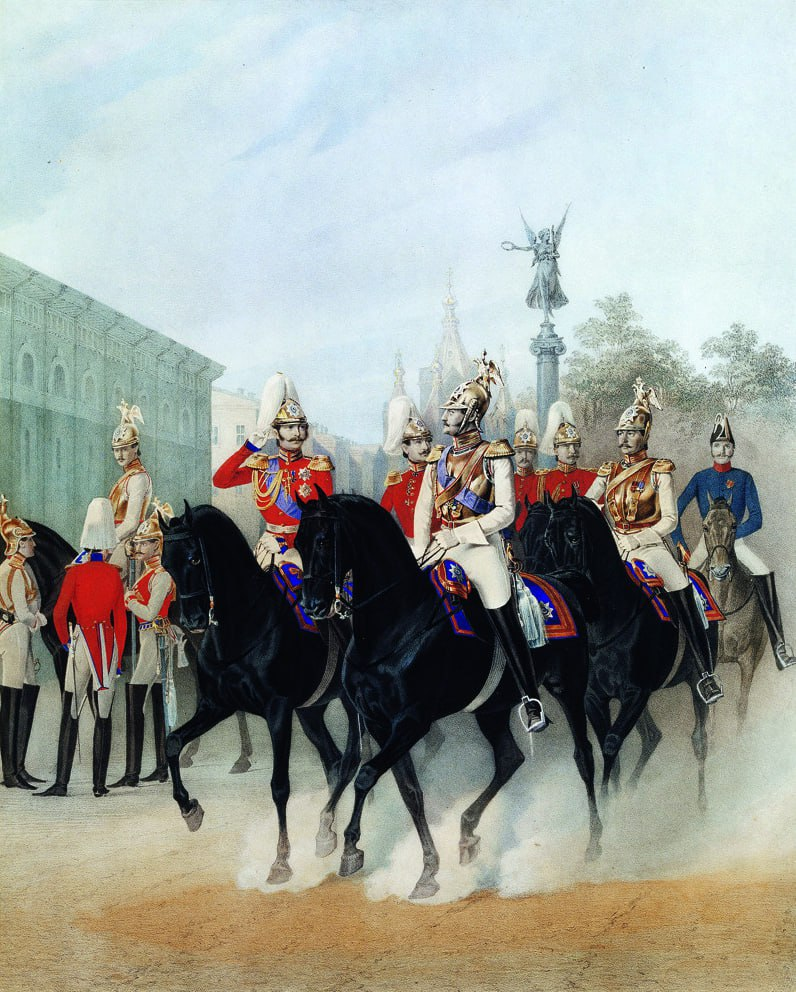
Император Николай I и цесаревич Александр Николаевич среди офицеров Лейб-гвардии Конного полка.

 Внешняя политика Николая I (1825—1855) была направлена на сохранение приобретенных ранее территорий, укрепление новых границ, а также подчинение Польши, Прибалтики и Финляндии интересам Российского государства.
Огромное влияние на российскую внешнюю политику оказывали бурные революционные процессы в Западной Европе, направленные на окончательное уничтожение абсолютистских режимов.
Борьба с революционной опасностью мотивировалась не только идеологическими соображениями, но и необходимостью обеспечения европейской стабильности и сохранения неприкосновенности западной границы империи.
Несмотря на эффективность русской дипломатической службы, в эпоху Николая ей были присущи серьёзные просчеты и непростительные ошибки, приведшие в результате к плохо подготовленной в дипломатическом и военном отношениях Крымской войне.

## Личные установки Николая
В целом, продолжая внешнеполитическую линию своего предшественника, Николай Павлович отличался от него как внешнеполитическими воззрениями, так и методами решения международных проблем. Традиционно ориентируясь на Австрию и Пруссию, Николай в то же время занимал более самостоятельную и гибкую позицию. Особый размах в эпоху его правления приобрела идеологизация внешней политики. Основная идея Николая — необходимость борьбы с «революционной заразой» — во многом определяла его внешнеполитический курс в Европе. Это фактически исключило Францию после революции 1830 г. из круга возможных союзников России. Вынужденный постоянно заниматься решением восточных проблем, Николай I колебался между политикой status quo — сохранение территориальной целостности Османской империи — и политикой раздела наследства «больного человека» (так в Европе рассматривали внутреннее состояние Турции) совместно с другими европейскими государствами.
В первые десятилетия своего царствования Николай I был дальновидным и расчётливым политиком, умевшим занять решительную и твёрдую позицию по принципиальным вопросам. Однако в последние годы царствования (после подавления революции 1848—1849 гг.) Николай всё больше утрачивал понимание политических реалий. Он необоснованно полагал, что Австрия и Англия полностью поддерживают его внешнеполитический курс, принимал решения, не соответствующие общей международной ситуации.
Во время правления Николая I во главе МИДа продолжал оставаться Карл Васильевич Нессельроде, получивший в 1845 г. чин канцлера. Как и в годы правления Александра I, главной целью внешней политики России он считал решительное противодействие европейскому революционному движению. Для этого он пытался реанимировать Священный союз, а также активно способствовал русско-австрийскому и русско-прусскому сближению. В 1849 он поддержал интервенцию против венгерской революции. Накануне Крымской войны Нессельроде не смог верно оценить внешнеполитические позиции европейских государств. В результате Россия оказалась в международной изоляции.

## Восточный вопрос
Если в силу исторических фактов (в первую очередь затянувшихся наполеоновских войн) европейское направление в первой четверти XIX в. было основным для России, то в период царствования Николая I центральное место занял восточный вопрос — взаимоотношения с Османской империей и решение международных проблем, связанных со все большим её ослаблением. Для России чрезвычайно важными задачами были:
- укрепление своих позиций на черноморском побережье;
- защита границ на юге страны;
- недопущение в Чёрное море иностранных военных судов;
- обеспечение наиболее благоприятного режима проливов — Босфора и Дарданелл.

В экономическом и стратегическом отношении Чёрное море приобретало для России все большее значение. Во взаимоотношениях России с Османской империей большую роль играл тот факт, что в составе последней находились многие христианские и славянские народы Балканского полуострова, которые видели в России свою единственную защитницу и спасительницу, а русская общественность глубоко им сопереживала как своим собратьям.
В 1828 г. Россия объявила войну Турции, и армия под командованием П. Х. Витгенштейна перешла пограничную реку Прут. Были заняты Яссы, Бухарест, крепости Шумла, Силистрия. 8(20) августа 1829 г. турки сдали Адрианополь. Пытаясь предотвратить взятие русскими войсками столицы османской империи — Константинополя, султан Махмуд II санкционировал начало двусторонних переговоров о мире.
По условиям Адрианопольского мирного договора Россия приобрела: дельту Дуная, черноморское побережье Кавказа от Анапы до Поти, крепости Ахалцих и Ахалкалаки, Восточную Армению. Порта отказалась от претензий на ранее отошедшие к России земли в Закавказье. Фактически был завершен длительный процесс присоединения к России большей части территории Закавказья и формирования границы в этом регионе.
Восточный вопрос продолжал занимать важное, если не центральное, место во внешней политике России и далее, вылившись в 1853 году в Крымскую войну. Данный конфликт высветил дипломатическую изоляцию России, ибо все великие державы либо поддержали Турцию, либо блюли подчёркнутый нейтралитет.

## Продвижение на Кавказ
В начале XIX века были присоединены к России Картли-Кахетинское царство (1801—1810 гг.), а также некоторые Закавказские ханства (1805—1813 гг.). Однако между вновь приобретенными землями и Россией лежали земли присягнувших на верность России, но де-факто независимых горских народов. Наведение порядка, установление мира и законности на этих землях стало важной целью российской политики. Горцы северных склонов Главного Кавказского хребта оказали ожесточённое сопротивление усиливающемуся влиянию имперской власти.
С середины 1830-х гг. конфликт обострился в связи с возникновением в Чечне и Дагестане религиозно-политического движения под флагом газавата, которое получило моральную и военную поддержку Османской империи, а во время Крымской войны — и Великобритании, сопротивление горцев Чечни и Дагестана было сломлено лишь в 1859 году. Война же с адыгскими племенами Западного Кавказа продолжалась до 1864 г. и закончилась выселением части адыгов в Османскую империю, либо на равнинные земли Прикубанья.
Ещё одним направлением оставались взаимоотношения с Ираном, в которых особое место занимала проблема Закавказья. В 1826 г. Персия объявила войну России, желая вернуть утраченные земли по Гюлистанскому мирному договору 1813 года и восстановить своё влияние в Закавказье. В 1826 году иранская армия вторглась в Карабах, желая одним ударом покончить с русским владычеством на Закавказье. Однако русские войска при поддержке армянских и грузинских добровольческих отрядов захватили Эривань, а после южный Азербайджан и Тавриз. В феврале 1828 года был подписан Туркманчайский мирный договор: Россия получила Эривань и Нихичевань. В 1828 году была образована Армянская область, что послужило началом объединения армянского народа.

## Экспансия в Центральной Азии
Во 2-й четверти XIX в. большее значение, чем в 1-й четверти, приобрели центральноазиатское и дальневосточное направления. Начались изучения Центральной Азии, к которой Великобритания также проявляла интерес и тормозила продвижение России в этом регионе (т. н. большая игра). Первым крупным успехом в Центральной Азии стало взятие Ак-Мечети отрядом генерала Перовского в 1853 году.